# أمبيلاكيا (أتيكي)
أمبيلاكيا (Αμπελάκια) هي مدينة (بلدية سالاميس) في إقليم أتيكا في اليونان.
يبلغ عدد سكانها حوالي 5010 نسمة.